# Kjell Walter
Kjell Walter, pseudonym för Kjell Walter Sohlberg, född 1933 i Göteborg, död 1992, var en svensk konstnär, musiker, författare och filmare.
Kjell Walter arbetade med grafisk konst under 1970-talet. 1978 flyttade han till Aplared och verkade i trakterna omkring Ulricehamn fram till sin död.
Han gjorde bland annat dokumentärfilmen Tåg ut - klart slut 1985 om järnvägarna Västra Centralbanan och Borås-Ulricehamns Järnväg. Hela filmmaterialet förvaras i Hökerums gamla kommunarkiv.